# MikroTik
Mikrotīkls SIA, hay thường được biết đến với tên gọi MikroTik, là một nhà sản xuất các thiết bị phần cứng mạng máy tính tại Latvia. Công ty này bán các sản phẩm về mạng không dây và router. MikroTik được thành lập vào năm 1996, với mục tiêu bán hàng cho thị trường mạng không dây đang bùng nổ. Cho đến năm 2015, công ty có hơn 160 nhân viên.